# نخست‌دونده
نخست‌دونده (نام علمی: Eocursor) نام گونه‌ای از راسته پرنده‌کفلان است.